# Unterheinsdorf
Unterheinsdorf (vogtländisch: Inder(’)haansddu:erf) ist ein Ortsteil der Gemeinde Heinsdorfergrund im Vogtlandkreis in Sachsen.

## Geografie

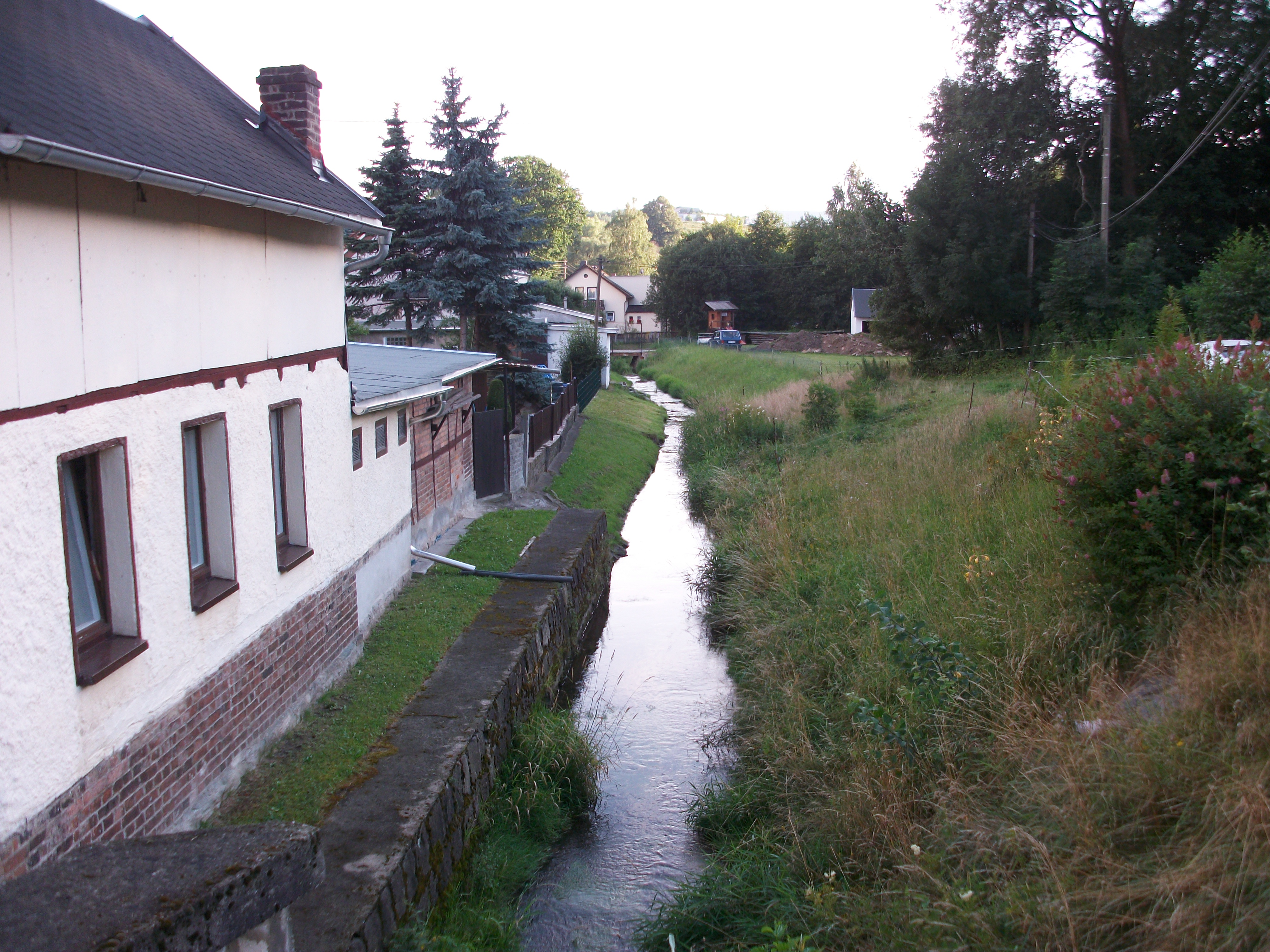
Der Raumbach in Unterheinsdorf

### Lage
Unterheinsdorf liegt südöstlich von Reichenbach und bildet den westlichen Ortsteil von Heinsdorfergrund. Durch den Ort fließt der Raumbach. Unterheinsdorf liegt im Osten des Naturraumes Vogtland und am Nordostrand des sächsischen Teils des historischen Vogtlands.

### Nachbarorte
|               | Oberreichenbach                             |               |
| Reichenbach   | Kompassrose, die auf Nachbargemeinden zeigt | Oberheinsdorf |
| Schneidenbach | Schönbrunn                                  | Waldkirchen   |

## Geschichte

### 12. bis 18. Jahrhundert
Das Waldhufendorf wurde wahrscheinlich schon im 6. Jahrhundert von den Hermunduren besiedelt. Die deutsche Besiedlung des Heinsdorfer Grunds setzte um das Jahr 1100 ein. Ausgangspunkt der Besiedlung war das „Sorggut“, dessen Lage heute am Ausgang der „Sorggasse“ im Südosten von Reichenbach zu finden ist. Dieses hatte eine Schutzfunktion für die Siedler inne. Bis 1250 wurden die Angerwiesen um das Opitz`sche Gut im heutigen Unterdorf von Unterheinsdorf besiedelt. Die Siedlungsgrenze von Reichenbach lag zu dieser Zeit beim heutigen „Annenplatz“, wo sich eine Annenkapelle befand. Der Zufahrtsweg führte damals über den heute „Alter Stadtweg“ genannten Weg. Bis 1400 erfolgte die Besiedlung der fruchtbaren Wiesen des Raumbachtals bis zur Hertelsmühle in Oberheinsdorf.
Im Jahr 1460 wurden Villa Heynrichsdorf und Obirheinrichsdorff erstmals urkundlich erwähnt. Ab 1140 war der Ortsname in den Schreibweisen „Heynrichsdorff“, „Heynrichstorff“ (1274) und „Heinrichesdorf“ (1323) gebräuchlich. Der Ortsname als Ableitung von „Dorf eines Heinrich“ kann einerseits den Namen des ersten Siedlers oder Heinrich, Vogt von Plauen zur Grundlage haben. Der sächsische Kurfürst Ernst von Sachsen und sein Bruder, der sächsische Herzog Albrecht von Sachsen verliehen im Jahr 1464 „beyde Heynrichstorff“ neben den Städten Mylau und Reichenbach an Conrad von Metzsch auf Mylau. 1526 wurde in der Region durch Joseph Levin Metzsch die Reformation eingeführt. 1549 gab es in Unterheinsdorf 20, in Oberheinsdorf 18 Lehngüter, welche Frondienste an Metzsch und an die Kirche von Reichenbach zu leisten hatten.
Um 1578 wird die Bezeichnung „Unter Heinstorff“ erstmals urkundlich erwähnt. 1579 wurde der Ort nach Reichenbach eingepfarrt, während Oberheinsdorf kirchlich zu Waldkirchen gehört. Zu Beginn des 17. Jahrhunderts erfolgte die Aufnahme des Schulunterrichts für die Kinder von Ober- und Unterheinsdorf im Gebäude von Alfred Körner an der gemeinsamen Flurgrenze beider Orte. Ab 1713 erfolgte der Schulbetrieb in Unterheinsdorf im Haus Bagehorn.

### 19. Jahrhundert

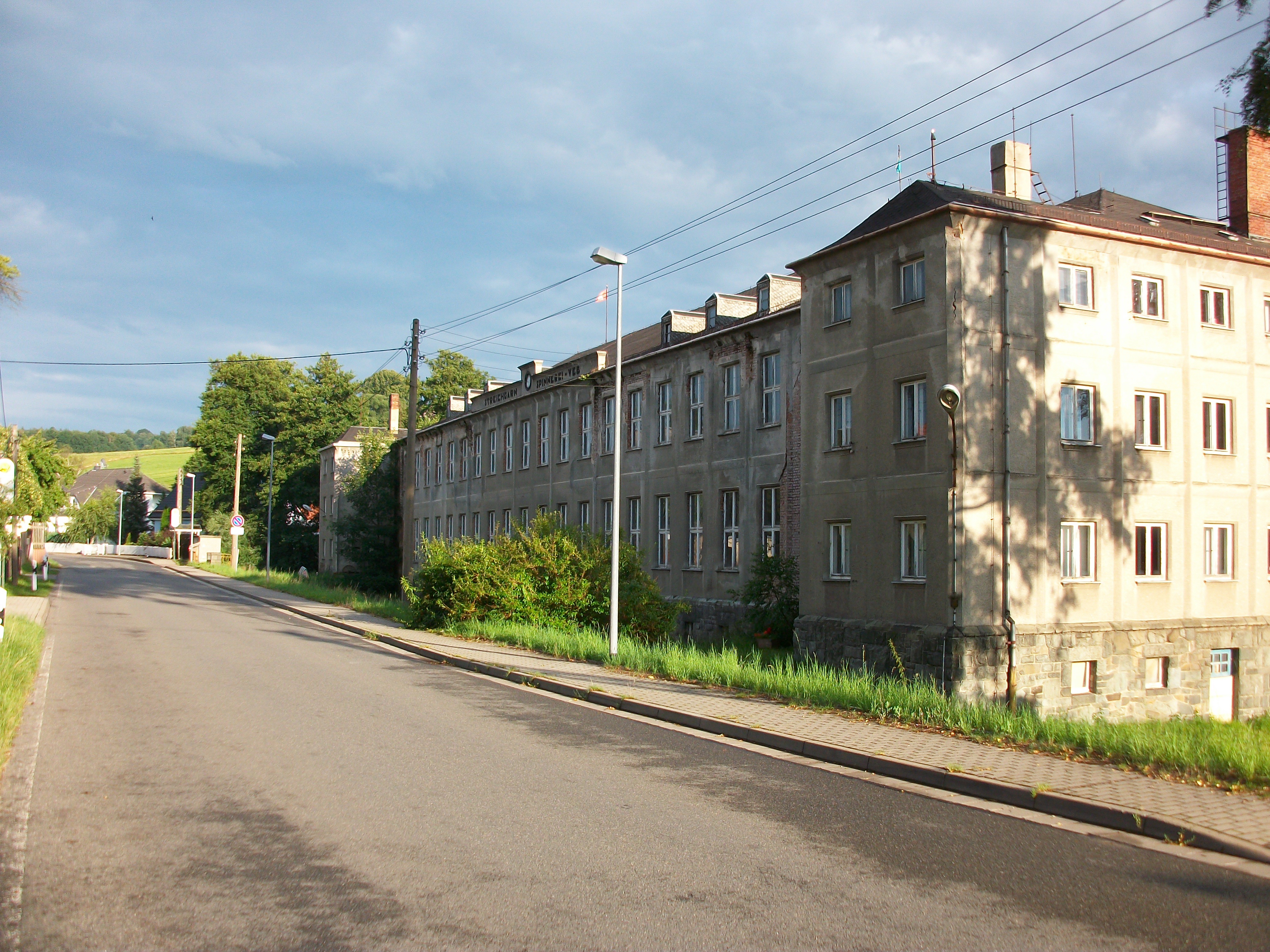
Unterheinsdorf, Textilwerk (2017)

Die Grundherrschaft über Unterheinsdorf lag ab dem 16. Jahrhundert anteilig bei den Rittergütern Brunn, Mylau und Reichenbach. Unterheinsdorf kam im 16. Jahrhundert mit der Herrschaft Mylau an das kursächsische bzw. spätere königlich-sächsische Amt Plauen, dem der Ort bis 1856 unterstand. 1856 wurde Unterheinsdorf dem Gerichtsamt Reichenbach und 1875 der Amtshauptmannschaft Plauen angegliedert.
Bis 1850 war Unterheinsdorf vorwiegend landwirtschaftlich und handwerklich geprägt. Neben den Mühlen, Stellmachern und Schmieden gab es Zimmereien, Schuster, Bäcker und Fleischern. Zu dieser Zeit existieren im Ort vier Gasthöfe, von denen drei eine Möglichkeit zur Ausspanne hatten. Die Posthalterei und Ausspann der Postkutsche befand sich im Gasthof „Zur Post“. Ab 1860 begann die Tuchmacherei in kleinen Werkstätten. Nach dem Abriss der alten Dungers Mühle entstand auf dem Grundstück um 1870/71 die „Färberei und Appreturanstalt Bernhard Dietel AG“. Weitere Textilbetriebe waren die „Wollwäscherei und Carbonisieranstalt Schreiterer“ (1883/84), die „Weberei und Spinnerei Klotz“ (1890, später „Popp“, 1928 Konkurs gegangen), die „Weberei Gebr. Walter“ an der Lengenfelder Straße (1892) und die „Spinnerei und Weberei Werner KG“ (1923/24). In Folge der Industrialisierung entstanden zwischen 1895 und 1900 die ersten Arbeiterwohnungen im Wilhelminischen Stil. 1874 erfolgte die Gründung der Freiwilligen Feuerwehr Unterheinsdorf. 1881 wurde die neue Schule erbaut.

### 20. Jahrhundert bis zur Gegenwart

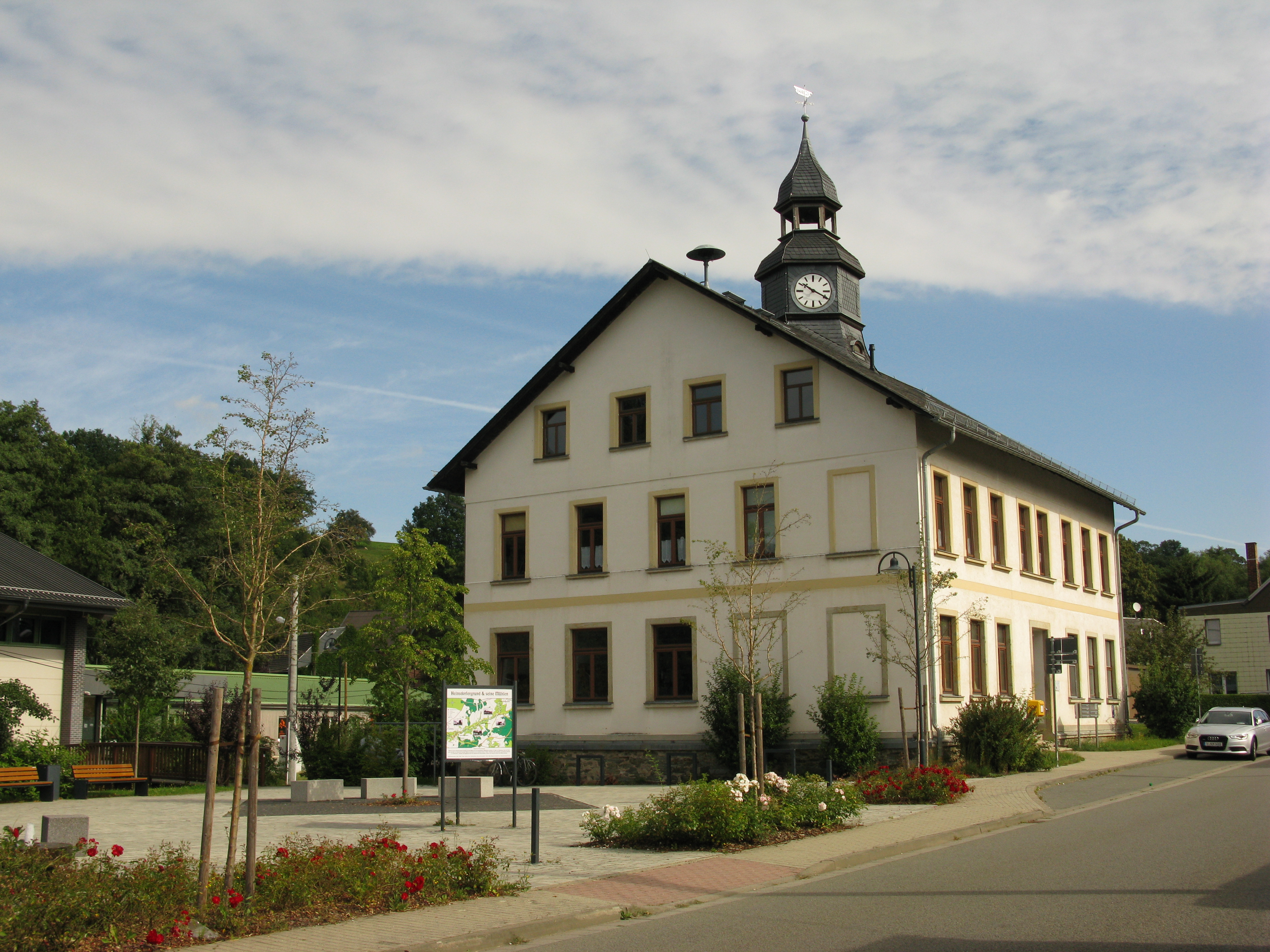
Unterheinsdorf, Schule

Mit der Eröffnung der schmalspurigen Industriebahn Reichenbach unt Bf–Oberheinsdorf (Rollbockbahn) erhielt Unterheinsdorf eine Ladestelle und die zahlreichen Textilbetriebe Anschlussgleise. Mit der Aufnahme des Personenverkehrs am 1. Oktober 1909 zählte der Ort neben dem Bahnhof mit den neu eröffneten Haltepunkten Unterheinsdorf West und Unterheinsdorf Ost insgesamt drei Stationen. Nach dem Bau zahlreicher Ein- und Zweifamilienhäuser entstand ab 1930 der Siedlungsbereich „Waldkirchner Straße“ und „Schönbrunner Straße“. 1939 hatte der Ort 1059 Einwohner.
Aufgrund von Luftangriffen in den Jahren 1942/1943 wurden Produktionsabteilungen der Fichtel und Sachs AG aus Schweinfurt nach Reichenbach ausgelagert. Die Schmiede und Stanzerei wurden dadurch in die stillgelegte Wollwäscherei und Carbonisieranstalt Schreiterer in Unterheinsdorf verlegt. Nach dem Zweiten Weltkrieg wurde daraus ein Werksteil des „VEB Fahrzeugteilewerk Fichtel & Sachs, Reichenbach“ (1952 gegründet), der ab 1956 unter dem Namen „VEB Renak-Werke“ (Reichenbacher Naben und Kupplungswerke) firmierte. Nachdem Unterheinsdorf am 17. April 1945 amerikanisch besetzt wurde, erfolgte am 2. Juli 1945 die Eingliederung in die Sowjetische Besatzungszone.
Durch die zweite Kreisreform in der DDR kam Unterheinsdorf im Jahr 1952 zum Kreis Reichenbach im Bezirk Chemnitz (1953 in Bezirk Karl-Marx-Stadt umbenannt), der ab 1990 als sächsischer Landkreis Reichenbach fortgeführt wurde und 1996 im Vogtlandkreis aufging. Nach der Einstellung des Personenverkehrs auf der schmalspurigen Rollbockbahn im Jahr 1957 wurde die nunmehrige Ladestelle Unterheinsdorf und die verbliebenen Anschlussgleise noch bis zur kompletten Stilllegung der Strecke im Jahr 1962 im Güterverkehr bedient. Zwischen 1972 und 1976 erfolgte der Bau von zwei Wohnblöcken mit drei Geschossen an der Waldkirchner Straße. Der Eigenheimstandort „Schmalbachsiedlung“ wurde 1988 erschlossen. Nach der Einstellung des Schulbetriebs zog im Jahr 1985 das Gemeindeamt von Unterheinsdorf in das Schulgebäude. Die zwischen 1972 und 1974 erbaute Turnhalle wurde 2010 abgerissen. An ihrer Stelle entstand die moderne „Sporthalle Heinsdorfergrund“.
Nach der Wende erfolgte in den Jahren 1991/92 die Erschließung des Gewerbegebiets „Kaltes Feld“ an der Bundesstraße 94 nahe der A72-Abfahrt „Reichenbach“. Bis 1993 siedelten sich dort 10 Gewerbetreibende mit 188 Beschäftigten an. Die in Unterheinsdorf ansässige Schmiede und Stanzerei der RENAK-Werke Reichenbach wurde 1992 von der Firma „Wackershauser Umformtechnik GmbH“ übernommen und die Produktion fortgesetzt. Ebenfalls 1992 begann die Firma „UFT Produktion GmbH“ im Osten des Orts mit der Produktion. 1993 entstanden das Siedlungsgebiet „Malzen Berg“ und zwei Wohngebäude in der Raumbachaue.
Zum 1. Januar 1994 wurde Unterheinsdorf mit Oberheinsdorf und Hauptmannsgrün zur Gemeinde Heinsdorfergrund zusammengeschlossen, die sich am 1. April 1994 in Heinsdorfergrund umbenannte.

### Entwicklung der Einwohnerzahl
| Jahr | Einwohnerzahl                               |
| ---- | ------------------------------------------- |
| 1764 | 51 besessene Mann, 11 Häusler, 12 1/3 Hufen |
| 1834 | 462                                         |
| 1871 | 715                                         |
| 1890 | 918                                         |

| Jahr | Einwohnerzahl |
| ---- | ------------- |
| 1910 | 1085          |
| 1925 | 1002          |
| 1939 | 1059          |
| 1946 | 1105          |

| Jahr | Einwohnerzahl |
| ---- | ------------- |
| 1950 | 1121          |
| 1964 | 990           |
| 1990 | 785           |

### Religionen
Unterheinsdorf ist kirchlich in die Evangelisch-lutherische Kirchgemeinde Reichenbach gepfarrt. 1964 wurde für Gottesdienste im Ort die „Kreuzkapelle“ in der stillgelegten Lohnweberei Rockstroh eingerichtet. Die Evangelisch-methodistische Kirche ist seit 1946 in Unterheinsdorf aktiv. Seit 1967 wird hinter der Feuerwehr von Unterheinsdorf die „Christuskapelle“ für Gottesdienste genutzt.

## Verkehr

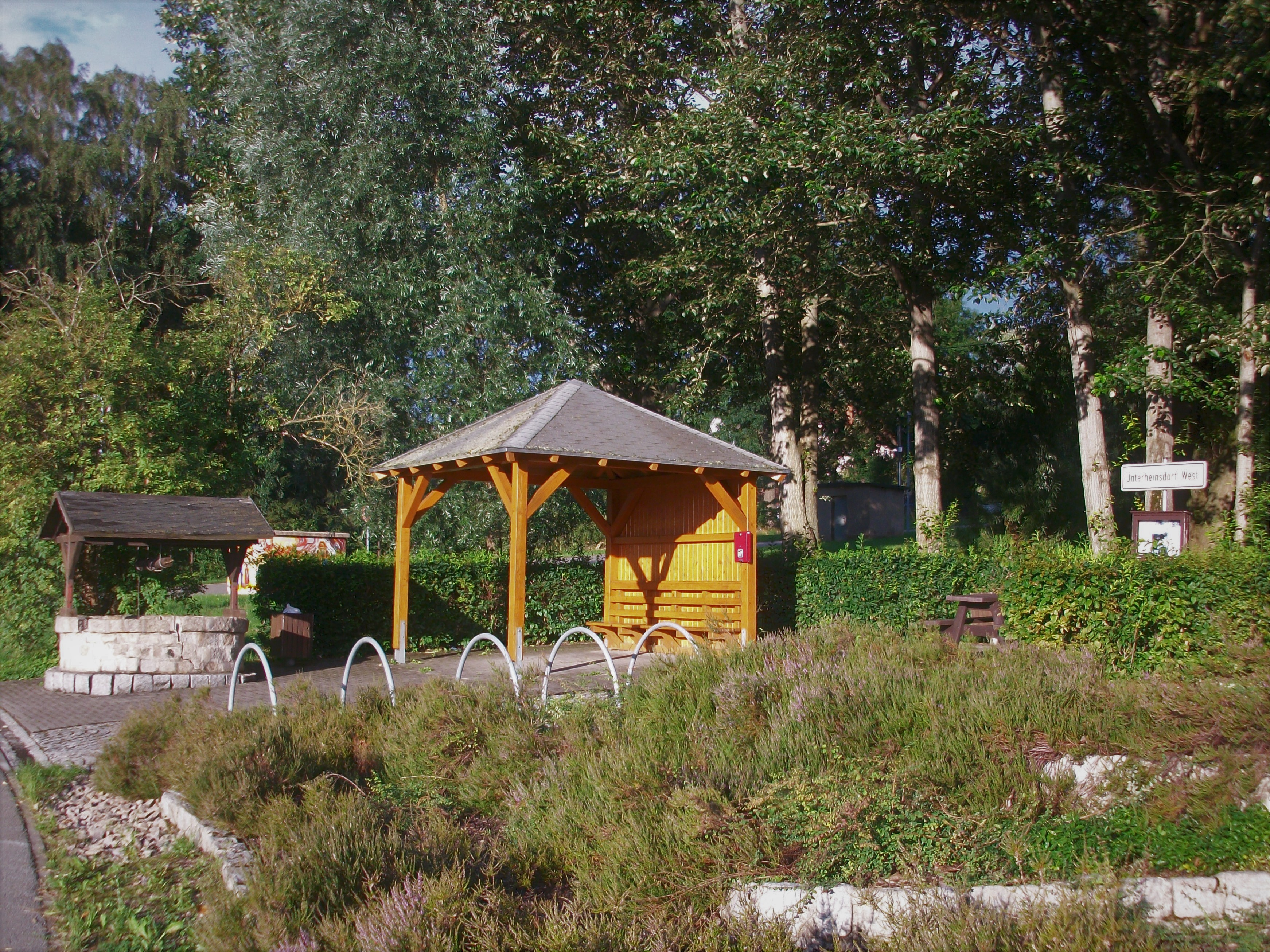
Ehemaliger Haltepunkt Heinsdorf West, heute Rastplatz

Westlich des Ortes verläuft die Bundesstraße 94, im Ort treffen sich die Staatsstraße 282 mit den Kreisstraßen 7810, 7821 und 7823.
Unterheinsdorf ist über die PlusBus-Linie 80 des Verkehrsverbunds Vogtland im Stundentakt mit Reichenbach und Netzschkau verbunden. Diese Linie nimmt am Postplatz in Reichenbach am Rendezvous-System teil und bietet Anschlüsse in die ganze Stadt. In Netzschkau wird abwechselnd auf die Linie 83 nach Treuen und die Linie 84 nach Elsterberg durchgebunden.
Von 1902 bis 1963 führte durch den Ort die sogenannte Rollbockbahn. Sie hatte in Unterheinsdorf drei Stationen. An den ehemaligen Standorten wurden vom Traditionsverein „Rollbockbahn“ e. V. Heinsdorfergrund Informationstafeln angebracht.

## Sonstiges

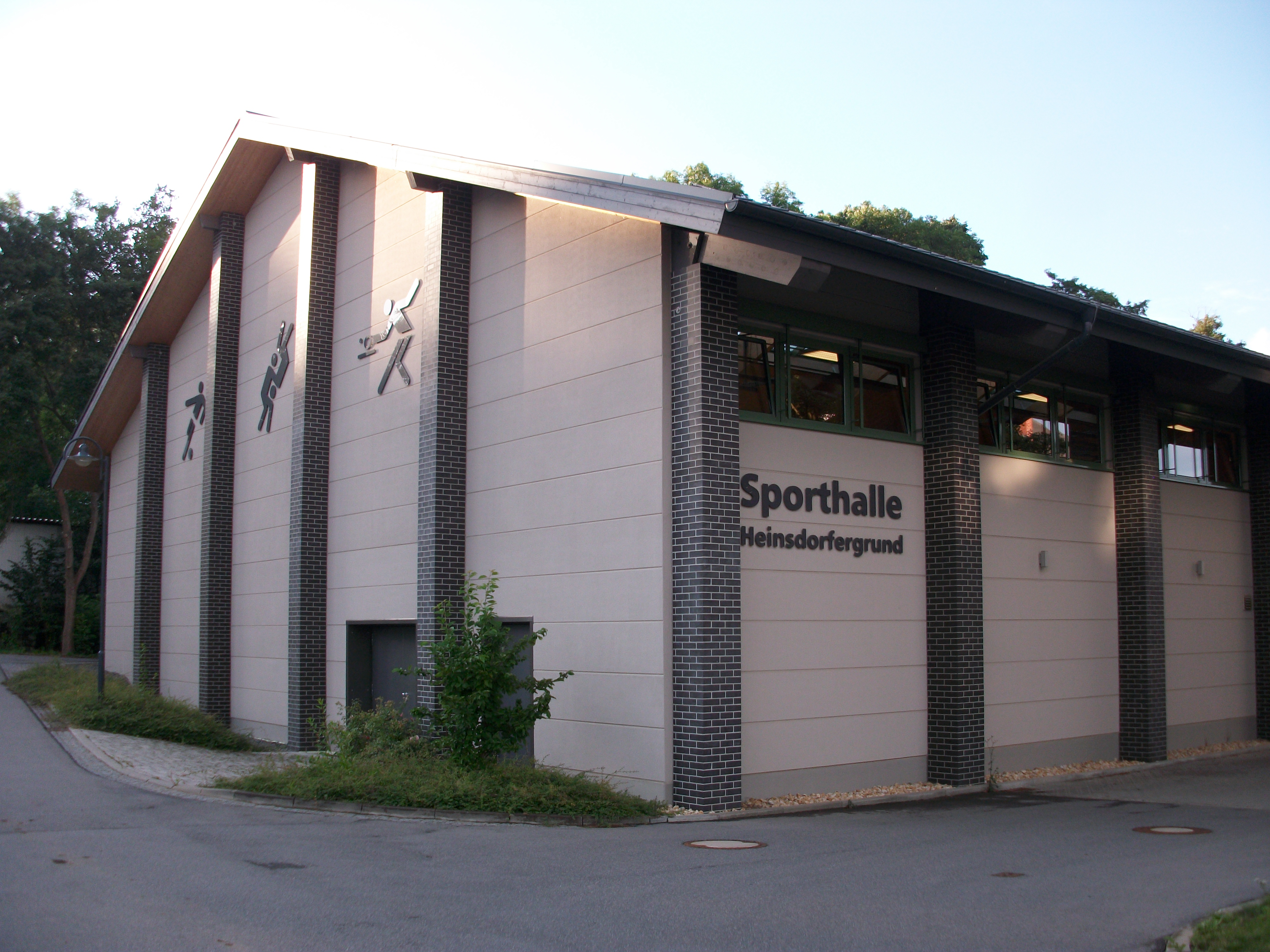
Unterheinsdorf, Sporthalle Heinsdorfergrund

- Im Ort gibt es einen christlichen Kindergarten sowie ein Tierheim.
- Die Fachwerkhäuser in der Ortslage sind sehenswert.
- In Unterheinsdorf befindet sich die Sporthalle der Gemeinde Heinsdorfergrund